# Brunnwiesenalm
Die Brunnwiesenalm ist eine Alm in der Gemeinde Grundlsee im österreichischen Bundesland Steiermark. Die Alm liegt im Südwesten des Toten Gebirges, in einer Höhe von 1580 m ü. A. Die Alm ist im Besitz der Österreichischen Bundesforste. Mehrere Bauern besitzen die Servituts-Weiderechte und treiben Mutterkühe und Galtvieh auf. Gefundene Keramikscherben belegen eine Nutzung seit dem Spätmittelalter. Von den einstmals 14 Almhütten stehen heute nur noch 7.

## Wanderwege
Die Brunnwiesenalm ist über den markierten Wanderweg 235 von Grundlsee erreichbar. Sie ist etwa 1 Stunde vom Albert-Appel-Haus entfernt.